# Presque Isle (rivière)
 (septembre 2022).
Si vous disposez d'ouvrages ou d'articles de référence ou si vous connaissez des sites web de qualité traitant du thème abordé ici, merci de compléter l'article en donnant les références utiles à sa vérifiabilité et en les liant à la section « Notes et références ».
Pour les articles homonymes, voir Presque Isle.
La rivière Presque Isle (en anglais :Presque Isle River) est un cours d'eau qui coule dans les comtés de Gogebic et d'Ontonagon situé dans la péninsule supérieure du Michigan aux États-Unis.

## Géographie
La rivière Presque Isle est un cours d'eau qui coule dans la péninsule supérieure du Michigan située dans l’État américain du Michigan. Le cours d'eau prend sa source à la limite de l'État voisin du Wisconsin et reçoit les eaux de son principal affluent la rivière Little Presque Isle. La rivière se dirige ensuite vers le Nord et traverse les montagnes du Porc-Épic avant de se jeter dans le lac Supérieur. Son cours mesure approximativement 68 km de long.

## Histoire
La rivière Presque Isle fut reconnue par l'explorateur français Étienne Brûlé et le père Jacques Marquette au début du XVIIe siècle. Elle doit sa toponymie aux trappeurs et coureurs des bois français et Canadiens français qui arpentèrent ensuite le Pays des Illinois à l'époque de la Nouvelle-France et de la Louisiane française.